# Залізнячка
Залізнячка — село в Україні, у Єрківській селищній територіальній громаді Звенигородського району Черкаської області.
У центрі села стоїть Дмитрівська церква, побудована в 1773 році, яка вважалась унікальною пам'яткою дерев'яної архітектури Правобережжя. Хрестоподібна у плані, вона була складена із тесаних дубових брусів, що з'єднувались у «риб'ячий хвіст» без залишку. У 1990-ті роки її обклали цементною шубою, частково розібравши дерев'яний каркас.

## Населення
За даними перепису 2001 року населення села становило 855 осіб.

### Мовний склад
Рідна мова населення за даними перепису 2001 року:
| Мова       | Чисельність, осіб | Доля     |
| ---------- | ----------------- | -------- |
| Українська | 844               | 98,71 %  |
| Російська  | 10                | 1,17 %   |
| Румунська  | 1                 | 0,12 %   |
| Разом      | 855               | 100,00 % |

## Історія
Назва села походить від імені Максима Залізняка (близько 1740 — після 1768) козацького отамана періоду Коліївщини, гайдамацького повстання (1768—1769 рр.), який по дорозі на Умань спорудив у селі дерев'яну церкву.
За однією з версій, підтвердженої старожилами та знайденими артефактами, Максим Залізняк народився не в селі Івківці, як це визнано, а саме — в селі Залізнячка. Поблизу зазначеного села могла знаходитись і могила гайдамацького ватажка, однак дана версія потребує подальших наукових досліджень та підтвердження. Залишки церкви, побудованої Максимом Залізняком, після її спалення в 30-х роках червоноармійцями, знаходяться відразу за руїнами місцевого Будинку культури. Під шаром ґрунту було виявлено товстий шар попелу, ковані чотиригранні цвяхи, залишки цегляної кладки. Поруч, під час риття канави, виявлені останки двох ченців. У центрі села, в приватному володінні, стоїть старовинний великий (близько 2-х метрів) кам'яний хрест, на околиці села (царина) стоїть майже такий же.
Недалеко в лісі раніше знаходилася (ще в 70-х роках) велика кам'яна плита з древніми написами, потім вона кудись зникла. Біля кладовища на горі, (на якому перші написи на хрестах відзначаються з 1700-х років), у кінці сімдесятих років знайдені сліди давньої печі з залишками глиняних виробів — горщиків, мисок, що відносяться, мабуть, до слідів періоду трипільской культури 6 — 3 тисячоліть до н. е. В іншому місці, при копанні ями під льох на глибині 3-х метрів були знайдені кістки мамонта. Вони були передані в шкільний музей.
При виїзді з села біля мосту над річкою Гнилий Тікич знаходиться постійне джерело з незабутньо смачною холодною водою, що не замерзає взимку. За розповідями місцевих мешканців, у горі знаходиться величезне підземне озеро з цілющою водою. Поряд з джерелом лежать напівзруйновані камені зі слідами древніх написів. За розповідями місцевих старожилів, у цьому джерелі козаки отамана Максима Залізняка освячували шаблі перед походом на Умань.
При виїзді з села на трасу Катеринопіль-Звенигородка біля перехрестя знаходиться скіфська могила, у якій були знайдені останки скіфського воїна.
Під час Другої світової війни район села був в центрі бойових дій Червоної Армії і військ нацистської Німеччини, знаменитої Корсунь-Шевченківської операції в лютому 1944 року, де здійснювалося змикання кільця оточення німецьких військ Червоною Армією. І в наші дні в околицях села іноді знаходять сліди війни: — патрони, гільзи, гранати, снаряди, і бомби, поіржавілі деталі зброї. За розповідями очевидців тих суворих днів, у болоті поблизу лісу, під час відступу, десь потонув німецький важкий танк.
У центрі села знаходяться магазин, школа, церква, дитячий садок, медпункт, а також Меморіал полеглим односельцям у Другій світовій війні.